# 印尼中华党
印度尼西亚中华党是由印尼华人于1932年9月25日组建的政党。
首届领导人有：
- 主席：林群贤
- 秘书：郭添清
- 财务主管：王良国

在1935-1939年期间，该党赢得了人民议会的一个民选席位。